# Ich liebe Dich (1925)
Ich liebe Dich ist ein 1924 entstandener deutscher Stummfilm von Paul Ludwig Stein mit Liane Haid und Alfons Fryland in den Hauptrollen. Der Geschichte liegt eine Novelle von A. H. Zeiz zugrunde.

## Handlung
Der Film handelt von der ewig gültigen, klassischen Geschichte zwischen Mann und Frau und den drei hochemotionalen Worten, die diesem Film den Titel gaben. Beide männlichen Protagonisten, Aage Adelström und Clemens Brigge, dienen als Schiffsoffiziere auf hoher See und sind in Liebe entbrannt. Doch während der eine für seine Liebe zu kämpfen bereit ist, glaubt der andere, seiner Angebeteten nicht genügend bieten zu können.
Die entsprechenden Frauen, Manuela und Helen, finden sich eines Tages an Bord der in Genua ablegenden Yacht ihrer Verehrer ein, und infolge dramatischer Ereignisse bei Sturm und meterhohem Seegang – Eisbergkollision, Schiffsbrand und Bergung nach dem Untergang des Schiffs auf hoher See inklusive – kommt es schließlich doch noch zum Happy End, in dem man sich gegenseitig versichert: “Ich liebe dich!”.

## Produktionsnotizen
Ich liebe Dich entstand in der zweiten Jahreshälfte 1924, passierte die Filmzensur am 28. Januar 1925 und wurde zwei Tage später in Berlins UFA-Theater Kurfürstendamm uraufgeführt. Der mit Jugendverbot belegte Sechsakter besaß eine Länge von 2423 Metern.
Die Filmbauten gestaltete Heinrich C. Richter.

## Kritiken
„Die Davidson-Filmgesellschaft, die mit diesem ersten Fabrikat ihre Visitkarte als neue Firma abgibt, wird hoffentlich halten, was dieses Spieldrama, das mit Liebe zur Sache und Sorgfalt gearbeitet worden ist, verspricht ...“

„… ein vorzüglicher Unterhaltungsfilm ... Das Manuskript ist sehr unterhaltsam und logisch aufgebaut … Die Photographie von Curt Courant ist von außergewöhnlicher Schärfe und Schönheit, besonders in den letzten Akten (eine Yachtreise im Nebel, Zusammentreffen mit einem Eisberg, Sinken der Yacht) … Die Regie führt Paul Ludwig Stein mit der ihm gewohnten Gewandtheit hübsch und sicher.“

„Rolf E. Vanlos [sic!] hat … den Film geschrieben und mit Geschick das Wesentliche in knappe, aber eindringliche Szenen gebracht. Er hat auf Phantastereien verzichtet und sich auf einen ganz realen Kinoboden gestellt; er will nicht zu den Sternen sondern bescheidet sich mit dem menschlichen Erdenleid, mit dem ewigen Problem irdischester Liebe.“

„Die Regie, die in den Händen von Paul Ludwig Stein lag, gab dem Film einen Schimmer echter Poesie und wahren Lebens ...“

„Der Film ist zum Teil im Süden aufgenommen, … und ist außerordentlich geschickt mit bewährten und routinierten Kräften besetzt. (…) Paul Ludwig Stein meistert die schwierigen technischen Probleme mit überraschender Sicherheit.“